# Попо I фон Вертхайм
Попо I фон Вертхайм (на немски: Poppo I Graf von Wertheim; * ок. 1148; † 1212) е граф на Вертхайм.

## Произход
Той е син на граф Герхард фон Вертхайм (* ок. 1130/1160) и внук на граф Волфрам II фон Вертхайм (* ок. 1108; † 1158).

## Фамилия
Първи брак: с жена фон Регенсбург, дъщеря на бургграф Хайнрих III фон Регенсбург († 1174) и втората му съпруга фон Йотинген. Те нямат деца.
Втори брак: ок. 1169 г. за Кунигунда фон Краутхайм (* ок. 1152; † ок. 1212), дъщеря на Еберхард фон Краутхайм и Визмудис. Те имат един син:
- Попо III фон Вертхайм (* ок. 1170; † май 1238), женен за Мехтилд фон Боксберг, родена в Регенсбург († сл. 1233)

Трети брак: с жена с неизвестно име. Те нямат деца.